# Jocelyn Moorhouse
Jocelyn Denise Moorhouse (Melbourne, 4 de septiembre de 1960) es una guionista y directora de cine australiana.

## Trayecto
Moorhouse nació en Melbourne, Victoria. En 1983, realizó su primer cortometraje titulado Pavane. En 1984 se graduó en la Escuela Australiana de Cine, Televisión y Radio (AFTRS), y comenzó a trabajar como editora de guiones de televisión.
Creó una serie de 12 partes llamada c/o The Bartonsm para ABC Television en 1988, que se basó en uno de sus cortometrajes en AFTRS llamado The Siege of the Bartons' Bathroom. Algunos de los otros programas de televisión en los que trabajó incluyen The Flying Doctors, Out of the Blue, A Place to Call Home y The Humpty Dumpty Man.
Jocelyn Moorhouse trabajó como montadora de guiones de televisión, escritora y directora antes de convertir su cortometraje Proof en un largometraje protagonizado por Hugo Weaving y Russell Crowe, estrenado en el Festival de Cannes de 1991. En 1994 fue la productora de la película de su marido, Muriel's Wedding.
Su primer "éxito de taquilla de Hollywood" fue Cómo hacer una colcha americana en 1995. Anne Bancroft, Winona Ryder, Kate Nelligan, Dermot Mulroney y Alfre Woodard tuvieron papeles en la película, que recibió críticas mixtas.
Su siguiente largometraje fue A Thousand Acres en 1997, una adaptación de la novela ganadora del premio Pulitzer de Jane Smiley. La película trata sobre la relación entre un padre y sus tres hijas cuando la tragedia se introduce en sus vidas. Fue protagonizada por Jessica Lange, Michelle Pfeiffer, Jennifer Jason Leigh y Jason Robards y también recibió críticas mixtas. En 1999, tanto Hogan como Moorhouse, a través de la compañía Hogan Moorhouse Pictures, firmaron un acuerdo con Sony.  En 2002 fue la guionista de la películ Unconditional Love.
En 2012, Moorhouse dirigió la obra Sex with Strangers para la Sydney Theatre Company, que recibió buenas críticas por la revista en línea Crikey. Ese mismo año, produjo la película de su marido Mental. En 2015 hizo The Dressmaker, que fue protagonizada por Kate Winslet, Judy Davis, Liam Hemsworth y Hugo Weaving.
En abril de 2019 publicó sus memorias, en las que escribe sobre su carrera, así como su vida personal y familiar, Unconditional Love: A Memoir of Filmmaking and Motherhood.
En 2021, Moorhouse dirigió Troppo, una serie dramática policial televisiva de ocho partes ambientada en el norte de Queensland, para ABC Television. La serie debutó en febrero de 2022.

## Filmografía
| Año  | Título                          | Role                | Notas         |
| ---- | ------------------------------- | ------------------- | ------------- |
| 1983 | Pavana                          | Escritor, Director  |               |
| 1986 | El asedio al baño de Barton     | Escritor, Director  |               |
| 1991 | Prueba                          | Escritor, Director  | [ 2 ] [ 16 ]  |
| 1994 | La boda de Muriel               | Productor           |               |
| 1995 | Cómo hacer una colcha americana | Director            | [ 17 ] [ 18 ] |
| 1997 | Mil acres                       | Director            | [ 19 ]        |
| 2002 | Amor incondicional              | Escritor, productor |               |
| 2012 | Mental                          | Productor           |               |
| 2015 | La modista                      | Escritor, Director  | [ 20 ] [ 21 ] |
| 2024 | Los cuatro fabulosos            | Escritor, Director  | [ 22 ]        |

## Premios y nominaciones
| Year | Award                                 | Category                                            | Title            | Result | Notes |
| ---- | ------------------------------------- | --------------------------------------------------- | ---------------- | ------ | ----- |
| 2015 | Mill Valley Film Festival             | Audience Award                                      | The Dressmaker   |        |       |
| 2015 | FCCA Award                            | Best Director                                       | The Dressmaker   |        |       |
| 2015 | AFCA Award                            | Best Director                                       | The Dressmaker   |        |       |
| 2015 | AFCA Award                            | Best Screenplay                                     | The Dressmaker   |        |       |
| 2015 | AACTA Awards                          | People's Choice Award for Favourite Australian Film | The Dressmaker   |        |       |
| 2015 | AACTA Awards                          | Best Direction                                      | The Dressmaker   |        |       |
| 1994 | AACTA Awards                          | Best Film                                           | Muriel's Wedding |        |       |
| 1991 | São Paulo International Film Festival | Critics Award                                       | Proof            |        |       |
| 1991 | Tokyo International Film Festival     | Bronze Award                                        | Proof            |        |       |
| 1991 | Chicago International Film Festival   | Silver Hugo                                         | Proof            |        |       |
| 1991 | Cannes Film Festival                  | Golden Camera                                       | Proof            |        | [ 2 ] |
| 1991 | British Film Institute                | Sutherland Trophy                                   | Proof            |        |       |
| 1991 | AACTA Awards                          | Best Screenplay, Original or Adapted                | Proof            |        |       |
| 1991 | AACTA Awards                          | Best Direction                                      | Proof            |        |       |